# Battlefield (álbum)
Battlefield é o segundo álbum de estúdio da vencedora do American Idol 6, a artista de R&B e pop Jordin Sparks. Foi lançado em 20 de julho de 2009 no Reino Unido e mundialmente no dia seguinte pelas gravadoras Jive/RCA, Sony Music e Zomba.
Nesse álbum, Sparks trabalhou com os produtores anteriores Stargate e Claude Kelly, assim como experimentou novos sons com compositores e produtores como Ryan Tedder, Dr. Luke, Lucas Secon e T-Pain, entre outros.
O primeiro single, a canção título do álbum, "Battlefield", foi lançado na América do Norte em 12 de maio de 2009, em 7 de junho na Europa e no final de junho/início de julho na Australásia. O segundo single lançado do álbum foi "S.O.S. (Let the Music Play)".

## Precedentes e produção
Primeiramente, o lançamento do álbum foi anunciado para 14 de julho de 2009 na América pela própria Jordin Sparks e pelo Amazon.com. No entanto, mais tarde foi confirmado em um comunicado de imprensa oficial da Jive Records que seria lançado uma semana depois, em 21 de julho de 2009.
Em 10 de maio, Sparks trabalhou nas fotografias do álbum. Uma das imagens foi liberada no previamente mencionado comunicado de imprensa, mostrando Sparks vestindo uma jaqueta parcialmente abotoada por cima de um vestido branco, inclinada sobre um grande ventilador com luzes de palco brilhando por trás.
Em 18 de maio de 2009, foi revelado que ela havia gravado 30 canções para o álbum, mas que teria que selecionar as músicas que combinassem com o primeiro single, "Battlefield". Mais tarde, durante uma entrevista para a Digital Spy, Sparks revelou que estava envolvida em escrever canções para o álbum, contribuindo com um total de 12 das 30 canções gravadas. Ela também revelou que mesmo que o álbum não tenha nenhum dueto além de "Watch You Go", ela tinha esperanças de colaborar com Leona Lewis em uma powerful ballad. Quando perguntada com quem mais gostaria de colaborar, ela mencionou Alicia Keys, Fergie e Justin Timberlake.

## Singles
"Battlefield"
O primeiro single do álbum, "Battlefield", foi lançado pelo iTunes na América do Norte em 12 de maio de 2009. Sparks apareceu nas semifinais da oitava temporada do American Idol com Ryan Tedder para a primeira apresentação ao vivo da canção. Philip Andelman dirigiu e produziu o videoclipe em Los Angeles. A canção alcançou a posição #1 no ARIA Urban Chart da Austrália e a #10 no Billboard Hot 100 dos Estados Unidos.
S.O.S. (Let the Music Play)
"S.O.S. (Let the Music Play)" foi confirmado como segundo single do álbum por Jordin em uma entrevista para a rádio Fresh 102.7, de Nova Iorque. A canção foi lançada em 4 de setembro de 2009 na Austrália e foi lançada nos Estados Unidos em 29 de setembro de 2009. O videoclipe foi gravado em Los Angeles, tendo Chris Robinson como diretor.
Don't Let It Go to Your Head
A canção "Don't Let It Go to Your Head" foi liberada como single em 8 de janeiro de 2010, para download digital, apenas no Reino Unido, tendo a canção "Landmines" como b-side.

## Faixas
| Edição padrão  |                                                                                    |         |  |
| N.º            | Título                                                                             | Duração |  |
| 1.             | "Walking on Snow"                                                                  | 3:29    |  |
| 2.             | "Battlefield"                                                                      | 4:01    |  |
| 3.             | "Don't Let It Go to Your Head" (cover de Fefe Dobson)                              | 4:10    |  |
| 4.             | "S.O.S. (Let the Music Play)" (contém trechos de "Let The Music Play", de Shannon) | 3:34    |  |
| 5.             | "It Takes More"                                                                    | 3:35    |  |
| 6.             | "Watch You Go"                                                                     | 3:52    |  |
| 7.             | "No Parade"                                                                        | 3:31    |  |
| 8.             | "Let It Rain"                                                                      | 3:45    |  |
| 9.             | "Emergency (911)"                                                                  | 3:47    |  |
| 10.            | "Was I the Only One"                                                               | 3:21    |  |
| 11.            | "Faith"                                                                            | 3:22    |  |
| 12.            | "The Cure"                                                                         | 4:17    |  |
| Duração total: | Duração total:                                                                     | 56:02   |  |

| Pré-ordem do iTunes |           |         |  |
| N.º                 | Título    | Duração |  |
| 13.                 | "Vertigo" | 3:40    |  |

| Edição internacional - Faixas bônus |                      |         |  |
| N.º                                 | Título               | Duração |  |
| 13.                                 | "Tattoo"             | 3:54    |  |
| 14.                                 | "One Step at a Time" | 3:26    |  |

| Edição Deluxe - Faixas bônus |            |         |  |
| N.º                          | Título     | Duração |  |
| 13.                          | "Papercut" | 3:37    |  |
| 14.                          | "Postcard" | 4:02    |  |

| Edição Deluxe - DVD |                                   |         |  |
| N.º                 | Título                            | Duração |  |
| 1.                  | "Hangin' With Jordin Sparks"      | 11:39   |  |
| 2.                  | "'Battlefield' Behind The Scenes" | 9:27    |  |
| 3.                  | "'Battlefield' Photo Shoot"       | 6:57    |  |
| 4.                  | "'Battlefield' Music Video"       | 4:04    |  |

| Críticas profissionais                                                      | Críticas profissionais |
| Avaliações da crítica                                                       | Avaliações da crítica  |
| Fonte                                                                       | Avaliação              |
| --------------------------------------------------------------------------- | ---------------------- |
| Allmusic                                                                    | [ 10 ]                 |
| Billboard                                                                   | (positiva)             |
| The Boston Globe                                                            | (negativa)             |
| Entertainment Weekly                                                        | (A-)                   |
| The Guardian                                                                | [ 14 ]                 |
| Los Angeles Times                                                           | [ 15 ]                 |
| The New York Times                                                          | (positiva)             |
| Newsday                                                                     | (B+)                   |
| Rolling Stone                                                               | [ 18 ]                 |
| Slant Magazine                                                              | [ 19 ]                 |
| Esta tabela precisa de ser acompanhada por texto em prosa. Consulte o guia. |                        |

## Paradas musicais
| Parada (2009)            | Fornecedor | Melhor posição |
| ------------------------ | ---------- | -------------- |
| Australian Albums Chart  | ARIA       | 34             |
| Austrian Albums Chart    | IFPI       | 60             |
| Canadian Albums Chart    | Billboard  | 15             |
| Irish Albums Chart       | IRMA       | 17             |
| New Zealand Albums Chart | RIANZ      | 17             |
| Swiss Albums Chart       | Ultratop   | 52             |
| UK Albums Chart          | OCC        | 11             |
| Billboard 200            | RIAA       | 7              |

## Histórico de lançamento
| País             | Date                 | Gravadora         | Formato(s)                                 |
| ---------------- | -------------------- | ----------------- | ------------------------------------------ |
| Holanda          | 17 de julho de 2009  | Sony Music        | Digital                                    |
| Austrália        | 17 de julho de 2009  | Zomba, Sony Music | Edição padrão(CD) Edição Deluxe (CD + DVD) |
| Irlanda          | 17 de julho de 2009  | RCA, Sony Music   | Edição padrão(CD) Edição Deluxe (CD + DVD) |
| Reino Unido      | 20 de julho de 2009  | RCA, Sony Music   | Edição padrão(CD) Edição Deluxe (CD + DVD) |
| Filipinas        | 20 de julho de 2009  | Zomba, Sony Music | Edição padrão(CD) Edição Deluxe (CD + DVD) |
| Dinamarca        | 20 de julho de 2009  | Zomba, Sony Music | Edição padrão(CD) Edição Deluxe (CD + DVD) |
| França           | 20 de julho de 2009  | Zomba, Sony Music | Edição padrão(CD) Edição Deluxe (CD + DVD) |
| Hong Kong        | 20 de julho de 2009  | Zomba, Sony Music | Edição padrão(CD) Edição Deluxe (CD + DVD) |
| Noruega          | 20 de julho de 2009  | Zomba, Sony Music | Edição padrão(CD) Edição Deluxe (CD + DVD) |
| Nova Zelândia    | 20 de julho de 2009  | Zomba, Sony Music | Edição padrão(CD) Edição Deluxe (CD + DVD) |
| Portugal         | 20 de julho de 2009  | Zomba, Sony Music | Edição padrão(CD) Edição Deluxe (CD + DVD) |
| Finlândia        | 20 de julho de 2009  | Zomba, Sony Music | Edição padrão(CD) Edição Deluxe (CD + DVD) |
| Colômbia         | 20 de julho de 2009  | Zomba, Sony Music | Edição padrão(CD) Edição Deluxe (CD + DVD) |
| Costa Rica       | 20 de julho de 2009  | Zomba, Sony Music | Edição padrão(CD) Edição Deluxe (CD + DVD) |
| República Tcheca | 20 de julho de 2009  | Zomba, Sony Music | Edição padrão(CD) Edição Deluxe (CD + DVD) |
| Estados Unidos   | 21 de julho de 2009  | Jive, Zomba       | Edição padrão(CD) Edição Deluxe (CD + DVD) |
| Canadá           | 21 de julho de 2009  | Jive, Zomba       | Edição padrão(CD) Edição Deluxe (CD + DVD) |
| Espanha          | 21 de julho de 2009  | Zomba, Sony Music | Edição padrão(CD) Edição Deluxe (CD + DVD) |
| Suécia           | 22 de julho de 2009  | Zomba, Sony Music | Edição padrão(CD) Edição Deluxe (CD + DVD) |
| Alemanha         | 24 de julho de 2009  | Zomba, Sony Music | Edição padrão(CD) Edição Deluxe (CD + DVD) |
| Áustria          | 24 de julho de 2009  | Zomba, Sony Music | Edição padrão(CD) Edição Deluxe (CD + DVD) |
| Japão            | 18 de agosto de 2009 | Sony Music Japan  | Edição padrão(CD) Edição Deluxe (CD + DVD) |
| Bélgica          | 24 de agosto de 2009 | Zomba, Sony Music | Edição padrão(CD) Edição Deluxe (CD + DVD) |
| Holanda          | 24 de agosto de 2009 | Zomba, Sony Music | Edição padrão(CD) Edição Deluxe (CD + DVD) |